# Live Legacy
Live Legacy prvi je koncertni album švedskog black metal sastava Dissection. Diskografska kuća Nuclear Blast Records objavila ga je 17. veljače 2003. Snimljen je 8. kolovoza 1997. tijekom koncerta na festivalu Wacken Open Air u Njemačkoj. Izvorno je objavljen kao bootleg Frozen in Wacken koji je na naslovnici imao slike Antoinea Wiertza. Na bootlegu se također pojavila pjesma "Night's Blood" koje se ne nalazi na službenom izdanju zbog pogreške u snimanju.

## Popis pjesama
| 1.    | »Intro – At the Fathomless Depths«        | 1:56 |
| 2.    | »Retribution – Storm of the Light's Bane« | 5:10 |
| 3.    | »Unhallowed«                              | 6:37 |
| 4.    | »Where Dead Angels Lie«                   | 6:26 |
| 5.    | »Frozen«                                  | 3:38 |
| 6.    | »Thorns of Crimson Death«                 | 8:21 |
| 7.    | »The Somberlain«                          | 8:01 |
| 40:09 |                                           |      |

## Zasluge
Dissection
- Jon Nödtveidt – solo-gitara, vokal
- Johan Norman – ritam gitara
- Tobias Kellgren – bubnjevi

Dodatni glazbenici
- Emil Nödtviedt – bas-gitara

Ostalo osoblje
- Necrolord – naslovnica
- Lech Chudon – inženjer zvuka, mastering
- Achim Köhler – mastering